# Witold Gintowt
Witold Michajłowicz Gintowt (ros. Витольд Михайлович Гинтовт; ur. 7 marca 1922 we wsi Słobodszczyna w rejonie mińskim w obwodzie mińskim, zm. 27 września 1987 w Mińsku) – radziecki czołgista, starszyna, Bohater Związku Radzieckiego (1944).

## Życiorys
Urodził się w rodzinie chłopskiej, deklarował narodowość białoruską. Skończył 7 klas, pracował jako traktorzysta i kombajnista w Stacji Maszynowo-Traktorowej.
W 1940 został powołany do Armii Czerwonej, uczył się w szkole pułkowej w Kotowsku, od grudnia 1941 uczestniczył w II wojnie światowej. Walczył na Froncie Zachodnim, Woroneskim, 1. Ukraińskim i 1. Białoruskim. Szczególnie wyróżnił się podczas operacji żytomiersko-berdyczowskiej w grudniu 1943 i styczniu 1944, gdy prowadząc czołg T-34 45. Gwardyjskiej Brygady Pancernej w składzie 11. Gwardyjskiego Korpusu Pancernego 1. Armii Pancernej 1. Frontu Ukraińskiego w stopniu starszyny zniszczył 3 ciężkie czołgi, 12 średnich czołgów, 18 dział artyleryjskich, 40 samochodów, 17 karabinów maszynowych i zabił do 150 żołnierzy i oficerów wroga.
W marcu 1944 brał udział w forsowaniu Dniestru i Prutu i wyzwalaniu Husiatyna i Czerniowców, latem 1944 w operacji lwowsko-sandomierskiej i forsowaniu Bugu, w listopadzie 1944 został przerzucony w rejon Lublina i włączony w skład 1 Frontu Białoruskiego. W styczniu 1945 uczestniczył w operacji wiślańsko-odrzańskiej i przełamywaniu obrony przeciwnika podczas ataku na Łódź i Poznań; 16 stycznia sforsował Pilicę, 18 stycznia wraz z 44. Gwardyjską Brygadą Pancerną walczył o Rawę Mazowiecką, a następnego dnia o Łęczycę. 25 stycznia wraz z korpusem pancernym sforsował Wartę i ruszył w kierunku Odry. Od 1 marca 1945 wraz z 11 Gwardyjskim Korpusem Pancernym brał udział w operacji pomorskiej, w tym 3 marca w walkach o Świdwin, 18 marca o Kołobrzeg, a 25 marca o stację kolejową Gdynia. Od 16 kwietnia uczestniczył w operacji berlińskiej, w tym w bitwie o wzgórza Seelow. Pod koniec 1945 został zdemobilizowany, w 1949 skończył technikum samochodowe w Mińsku, pracował w zarządzie mechanizacji w truście nr 15.

## Odznaczenia
- Złota Gwiazda Bohatera Związku Radzieckiego (24 kwietnia 1944)
- Order Lenina (24 kwietnia 1944)
- Order Rewolucji Październikowej
- Order Wojny Ojczyźnianej I klasy (dwukrotnie, 6 września 1943 i 11 marca 1985)
- Order Sławy III klasy (18 stycznia 1944)
- Order Czerwonej Gwiazdy (30 sierpnia 1944)
- Medal za Odwagę (1941)

I inne.